# Drosophila abure
Drosophila abure är en västafrikansk tvåvingeart som beskrevs av Burla 1954. Drosophila abure ingår i släktet Drosophila och familjen daggflugor.
Arten har hittats i Elfenbenskusten och Kenya.